# Cheri Elliott
Cheri Elliott (17 de abril de 1970) es una deportista estadounidense que compitió en ciclismo de montaña en la disciplina de descenso. Ganó una medalla de bronce en el Campeonato Mundial de Ciclismo de Montaña de 1998.

## Palmarés internacional
| Campeonato Mundial | Campeonato Mundial        | Campeonato Mundial | Campeonato Mundial |
| Año                | Lugar                     | Medalla            | Competición        |
| ------------------ | ------------------------- | ------------------ | ------------------ |
| 1998               | Mont-Sainte-Anne (Canadá) | Medalla de bronce  | Descenso           |